# ماهیر ماداتوف
ماهیر ماداتوف یک فوتبالیست آذربایجانی متولد ۱ ژوئیهٔ ۱۹۹۷ ‏(۲۸ سال) است که به عنوان مهاجم برای باشگاه فوتبال دینامو زاگرب و تیم ملی فوتبال جمهوری آذربایجان بازی می‌کند.